# Sous-texte
Le sous-texte est le contenu d'un livre, un jeu, un film ou une série télévisée qui n'est pas énoncé explicitement par les personnages (ou l'auteur) mais qui l'est implicitement ou devient quelque chose que comprend le lecteur ou le téléspectateur comme la production le dévoile. Le sous-texte peut aussi faire référence aux pensées et motifs des personnages qui sont seulement évoqués en aparté. Le sous-texte peut enfin aussi être utilisé pour suggérer les sujets controversés sans l'aliénation spécifique des personnages de la fiction, souvent par l'utilisation de métaphores ou sous-entendus.